# Músicos, poetas y locos (Fito Páez)
Músicos, poetas y locos es una serie de trabajos recopilatorios que lanzó al mercado la empresa discográfica EMI que incluyeron a varios de sus artistas para ser distribuidos a nivel mundial.
Se presentó al mercado en el año 2003, mientras el cantante volvía a los escenarios de la mano de su nueva placa titulada Naturaleza sangre y la empresa WEA se lanzara al mercado una edición similar titulada Super 6, en el que incluía también al músico rosarino.

## Lista de canciones
1. "Del 63"(incluido en el álbum Del 63).
2. "Tres agujas"(incluido en el álbum Del 63).
3. "Un Rosarino en Budapest"(incluido en el álbum Del 63).
4. "Giros"(incluido en el álbum Giros).
5. "11 y 6"(incluido en el álbum Giros).
6. "Yo vengo a ofrecer mi corazón"(incluido en el álbum Giros).
7. "Cable a tierra"(incluido en el álbum Giros).
8. "Corazón clandestino"(incluido en el álbum Corazón clandestino).
9. "Nunca podrás sacarme mi amor" (incluido en el álbum Corazón clandestino).
10. "La rumba del piano"(incluido en el álbum Corazón clandestino) (A duo con Caetano Veloso).
11. "Instant taneas "(incluido en el álbum La la la).
12. "Gricel"(incluido en el álbum La la la).
13. "Parte del aire"(incluido en el álbum La la la).
14. "Gente sin swing” Ciudad de pobres corazones).
15. "Ciudad de Pobres Corazones "(incluido en el álbum Ciudad de pobres corazones).
16. "Ámbar violeta"(incluido en el álbum Ciudad de pobres corazones).
17. "Bailando Hasta que se Vaya la Noche” Ciudad de pobres corazones).
18. "Dando vueltas en el aire"(incluido en el álbum Ciudad de pobres corazones).
19. "Lejos de Berlín” (incluido en el álbum Ey!)
20. "Sólo los chicos” (incluido en el álbum Ey!)